# Braunsbach (Fürth)
Braunsbach (fränkisch: „Braunschbach“) ist ein Gemeindeteil der kreisfreien Stadt Fürth (Mittelfranken, Bayern). Braunsbach liegt in der Gemarkung Sack.

## Geografie
Das Dorf bildet mit dem westlich gelegenen Sack eine geschlossene Siedlung und liegt knapp vier Kilometer nordöstlich des historischen Fürther Stadtkernes im fränkischen Knoblauchsland. Südlich des Ortes fließt der Bucher Landgraben. Im Osten werden die Flurgebiete Sandäcker und Heugarten genannt. Eine Gemeindeverbindungsstraße verläuft nach Ronhof zu einer Anschlussstelle der Bundesautobahn 73 (1,4 km südwestlich) bzw. nach Buch (1,8 km östlich). Eine weitere Gemeindeverbindungsstraße verläuft nach Boxdorf (1,9 km nördlich) bzw. nach Ronhof (1 km südöstlich).
Die Bayerische Uraufnahme zeigt in den 1810er Jahren ein Haufendorf mit zwölf Herdstellen unter dem Namen „Bransbach“.

## Geschichte
Braunsbach entstand im 9./10. Jahrhundert als Rodungssiedlung. Erstmals urkundlich erwähnt wurde es im Jahr 1246 als „Brunspach“. Der Ortsname leitet sich von einem gleichlautenden Gewässernamen ab, dessen Bestimmungswort der Personenname Brun(o) ist. In Braunsbach befand sich die abgegangene Turmhügelburg Burg Braunsbach.
Gegen Ende des 18. Jahrhunderts bildete Sack mit Bislohe und Braunsbach eine Realgemeinde. In Braunsbach gab es 9 Anwesen. Das Hochgericht übte die Reichsstadt Nürnberg aus, was vom brandenburg-bayreuthischen Oberamt Baiersdorf bestritten wurde. Die Dorf- und Gemeindeherrschaft hatte das Landpflegamt Nürnberg. Grundherren waren das Landesalmosenamt Nürnberg (1 Halbhof), die Nürnberger Eigenherren von Ebner (1 Gut), von Haller (3 Halbhöfe, 1 Seldengut, 1 Haus), von Holzschuher (1 Halbhof), von Tucher (1 Gütlein). Das Hirtenhaus unterstand der Gemeinde.
Von 1797 bis 1810 unterstand der Ort dem Justiz- und Kammeramt Erlangen. Im Rahmen des Gemeindeedikts wurde Braunsbach dem 1808 gebildeten Steuerdistrikt Buch und der 1813 gegründeten Ruralgemeinde Buch zugeordnet. Mit dem Zweiten Gemeindeedikt (1818) wurde Braunsbach in die neu gebildete Ruralgemeinde Sack umgemeindet. In der freiwilligen Gerichtsbarkeit unterstanden 5 Anwesen von 1823 bis 1848 dem Patrimonialgericht Bislohe, 1 Anwesen von 1823 bis 1835 dem Patrimonialgericht Lohe und 1 Anwesen von 1822 bis 1834 dem Patrimonialgericht Almoshof.

### Baudenkmäler
In Braunsbach gibt es drei Baudenkmäler:
- Braunsbacher Str. 10: Wohnstallhaus
- Hofweg 5: Wohnstallhaus
- Sacker Hauptstr. 60: Hofmauer

ehemalige Baudenkmäler
- Haus Nr. 1: Erdgeschossiges Wohnstallhaus aus Sandsteinquadern von 1828. Südgiebel verputztes Fachwerk. Schlussstein der traufseitigen Hoftüre bezeichnet „CH 1828“. Zugehörige Fachwerkscheune um 1800; Ostgiebel verbrettert, Dachgauben. In der Straßenecke des Hofes ehemaliges Tagelöhnerhaus, erdgeschossig, noch 18. Jahrhundert; Fachwerk, teils in Quadern erneuert.[10]
- Haus Nr. 3: Erdgeschossiges, verputztes Wohnstallhaus des frühen 19. Jahrhundert. Taglöhnerhaus aus der 1. Hälfte des 18. Jahrhunderts. Fachwerk, Südteil mit Ziegeln erneuert. Hofmauer entlang der Straße aus Sandsteinquadern, noch 18. Jahrhundert, mit profilierten Decksteinen.[10]
- Haus Nr. 6: Am neueren Stallgebäude Sandsteinrahmung der Stichbogentüre bezeichnet „1762“.[10]
- Haus Nr. 8: Erdgeschossiges Wohnstallhaus aus Sandsteinquadern um Mitte des 18. Jahrhunderts. Ostgiebel Fachwerk. Ehemaliges Tagelöhnerhaus, Fachwerk, vermutlich von 1750. Osttraufseite Sandsteinquader. Türsturz bezeichnet „17 CF 50“.[10]

### Einwohnerentwicklung
| Jahr      | 001818 | 001840 | 001861 | 001871 | 001885 | 001900 | 001925 | 001950 | 001961 | 001970 | 001987 |
| Einwohner | 75     | 77     | 78     | 79     | 91     | 88     | 101    | 177    | 239    | 274    | 202    |
| Häuser    | 12     | 12     |        |        | 16     | 18     | 17     | 21     | 32     |        | 34     |
| Quelle    | [ 12 ] | [ 13 ] | [ 14 ] | [ 15 ] | [ 16 ] | [ 17 ] | [ 18 ] | [ 19 ] | [ 20 ] | [ 21 ] | [ 1 ]  |

## Religion
Der Ort ist seit der Reformation evangelisch-lutherisch geprägt und nach St. Peter und Paul (Poppenreuth) gepfarrt. Die Einwohner römisch-katholischer Konfession sind nach Heiligste Dreifaltigkeit (Stadeln) gepfarrt.

## Wirtschaft
Größter Arbeitgeber am Ort ist die TRAMAG Transformatorenfabrik. 1923 in Nürnberg gegründet, ist sie seit 1983 in der Boxdorfer Straße ansässig.

## Verkehr
Die nächstgelegene Zustiegsmöglichkeit zum ÖPNV besteht in Sack zu der VGN-Buslinie 179.